# Старооржицька сільська рада
| Старооржицька сільська рада — орган місцевого самоврядування у Згурівському районі Київської області з адміністративним центром у с. Стара Оржиця. Історична дата утворення: в 1919 році. Водоймища на території, підпорядкованій даній раді: р. Оржиця. Сільській раді підпорядковані населені пункти: - с. Стара Оржиця |

## Склад ради
Рада складається з 14 депутатів та голови.

### Керівний склад ради
| ПІБ                    | Основні відомості                                                                         | Дата обрання | Дата звільнення |
| ---------------------- | ----------------------------------------------------------------------------------------- | ------------ | --------------- |
| Коваль Любов Сергіївна | Сільський голова, 1969 року народження, освіта, член Народно-демократичної партії України | 26.03.2006   | 31.10.2010      |
| Коваль Любов Сергіївна | Сільський голова, 1969 року народження, освіта вища, член Партії регіонів                 | 31.10.2010   |                 |

Примітка: таблиця складена за даними джерела